# Plecoptera quadrilineata
Plecoptera quadrilineata är en fjärilsart som beskrevs av Moore 1882. Plecoptera quadrilineata ingår i släktet Plecoptera och familjen nattflyn. Inga underarter finns listade i Catalogue of Life.